# Pita d'Angola
La pita d'Angola	(Pitta angolensis)és un ocell de la família dels pítids (Pittidae) que habita els boscos d'Àfrica Oriental, Central i Occidental.